# František Antonín z Nostic-Rienecku
František Antonín z Nostic-Rienecku (celým jménem František de Paula Antonín Josef Jan Nepomuk hrabě z Nostic-Rienecku, německy Franz de Paula Anton Josef Johann Nepomuk Graf von Nostitz-Rieneck; 17. května 1725 Měšice – 29. září 1794 Praha) byl český šlechtic z hraběcího rodu Nosticů, osvícenský vlastenec, mecenáš a nejvyšší purkrabí Českého království.

## Život

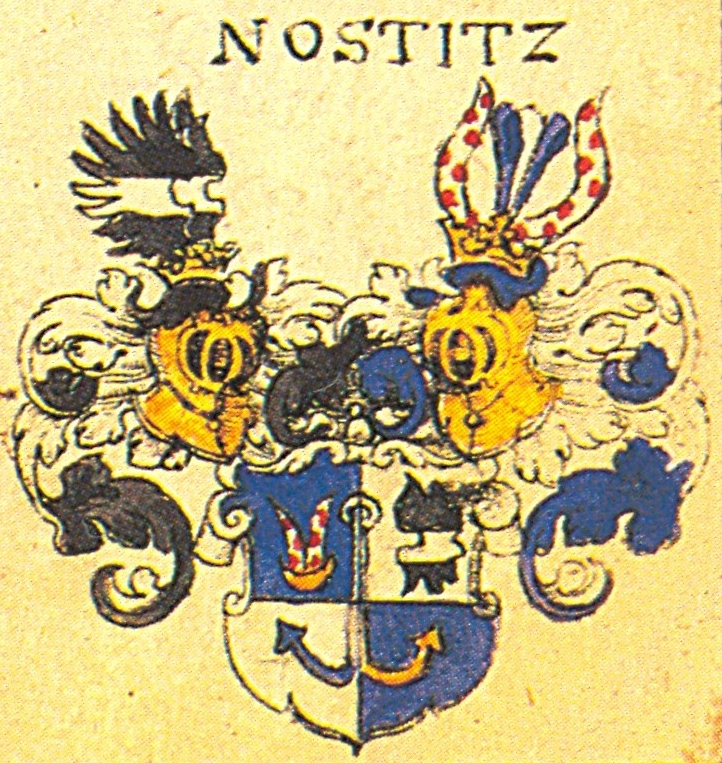
Erb Nosticů

Narodil se jako syn Františka Václava hraběte z Nostic-Rienecku (1697–1765) a jeho manželky Kateřiny Alžběty ze Schönbornu (1692–1777) do starého lužického rodu Nosticů, jenž v 16. století přesídlil do Čech.
Po studiu v Praze a Lipsku nastoupil roku 1743 do armády a v roce 1750 vstoupil do státních služeb. Roku 1758 byl jmenován zemským soudcem, v roce 1764 guberniálním radou, roku 1781 nejvyšším hofmistrem a o rok později nejvyšším purkrabím a předsedou guberniální rady Českého království. Po smrti svého otce roku 1765 se stal hlavním představitelem větve Nostic-Rienecků.
František Antonín z Nostic-Rienecku byl jedním z nejvýznamnějších zastánců práv Českého království, která hájil před centralistickými záměry císařského dvora ve Vídni. Ačkoli on sám hovořil německy, byl zastáncem a ochráncem českého jazyka, a jeho pražský dům se stal centrem společenského života, místem setkávání nejen aristokracie, nýbrž také významných učenců. Jako vychovatele svých čtyř synů pověřil české vědce Josefa Schallera, Františka Martina Pelcla a Josefa Dobrovského.

## Zakladatelská činnost

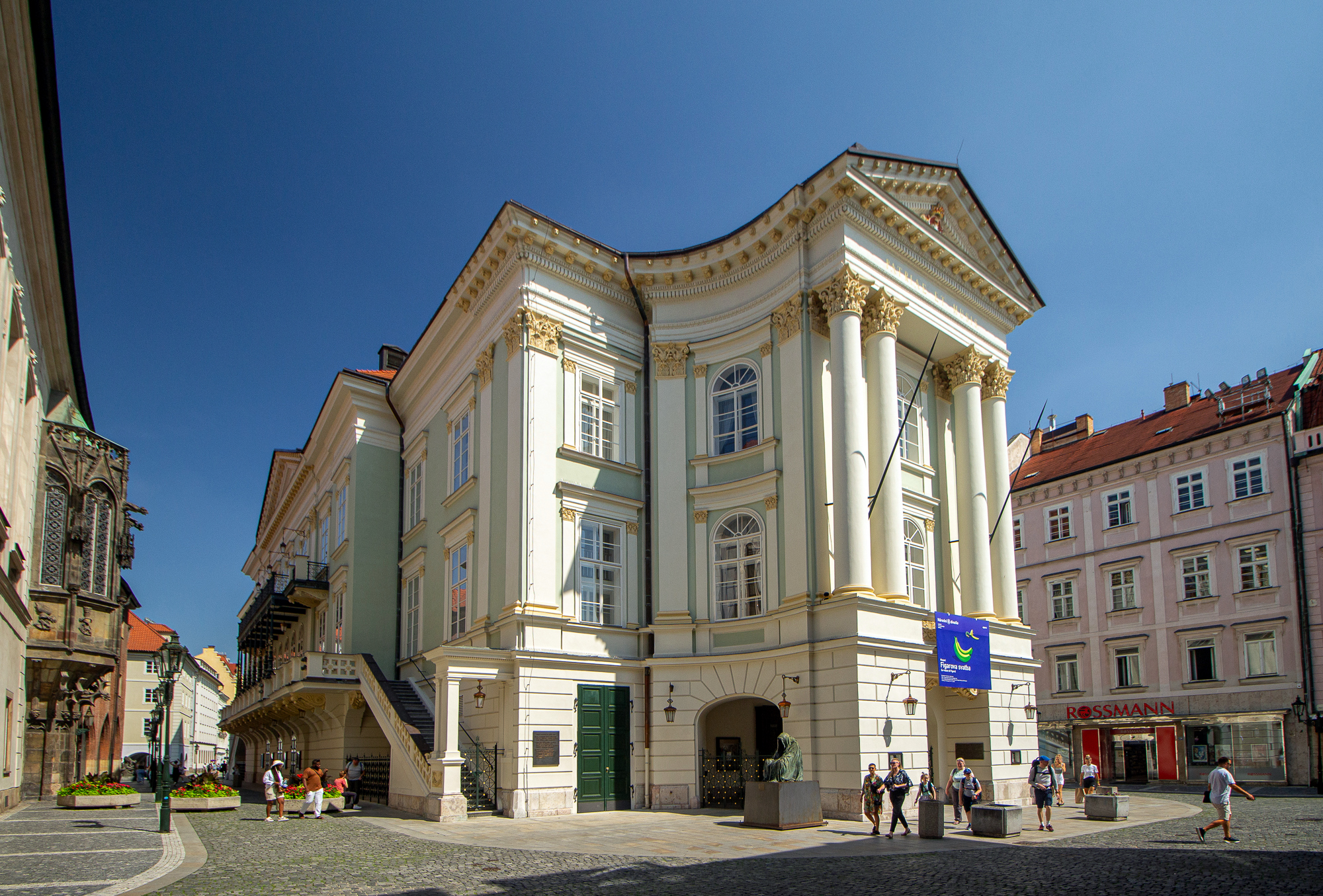
Stavovské divadlo v Praze, které založil (tehdy Hraběcí Nosticovo divadlo).

Podporoval také kulturní a duchovní život v Praze. Za svého úřadování vystavěl nové kostely, zámky a paláce, z nichž velká část byla realizována stavitelem Antonínem Haffeneckerem. Mezi tyto stavby patří např. rokokový zámek Měšice, postavený v letech 1767 až 1775.
Roku 1781 stál hrabě Nostic u zrodu Stavovského (tehdy Nosticova) divadla na pražském Ovocném trhu a dal podnět k zahájení stavby. Tři roky po kolaudaci divadla, dne 29. října 1787, zde byla poprvé uvedena slavná opera Wolfganga Amadea Mozarta Don Giovanni za účasti skladatele.

## Rodina
Dne 31. března 1757 se oženil s hraběnkou Alžbětou Krakowskou z Kolowrat (8. dubna 1728 – 25. srpna 1815), vdovou po Janu Vincentovi Liebštejnském z Kolowrat († 1750). Měli spolu jedenáct dětí:
- 1. František Josef (1758–1770)
- 2. Maria Terezie (zemřela mladá)
- 3. Alžběta Ludmila († 1760)
- 4. Alžběta Jana († 19. 8. 1761)
- 5. Bedřich Jan Chrysogonus (24. 11. 1762 Praha – 9. 4. 1819 Praha) - jeho potomci žijí dodnes
  - ∞ (30. 8. 1795) Anna Nancy Periez de Bourdet (30. 1. 1777 Rastatt – 31. 12. 1820 Měšice)
- 6. Václav Prokop († po 27. 7. 1764)
- 7. Marie Filipína (7. 1. 1764 Praha – 16. 10. 1813 Kopidlno)
  - ∞ (11. 2. 1781) Josef Jindřich Schlick (11. 11. 1754 – 13. 12. 1806)
- 8. Josef Vojtěch (18. 2. 1767 – 28. 8. 1788)
- 9. Jan Nepomuk (24. 3. 1768 Praha – 22. 10. 1840 Praha), generál císařské armády
  - I. ∞ (27. 1. 1797 Karlsruhe) Sofie Apraxina (1778 – 22. 4. 1802 Praha)
  - II. ∞ (28. 6. 1803 Praha) Antonie Josefa Schliková z Pasounu (18. 3. 1783 – 18. 8. 1830)
- 10. Marie Anna († v mládí)
- 11. Emanuel (1. 1. 1770 – 24. 4. 1793)